# Családi Otthonteremtési Kedvezmény

A családi otthonteremtési kedvezmény (röviden csok) a harmadik Orbán-kormány ideje alatt bevezetett családtámogatási eszköz, amely 2015. július 1-jén lépett hatályba. A támogatás elsődleges célja, hogy a gyermekes családok ingatlanhoz jutását könnyebbé tegye. 2023. december 31-ig a támogatás az egész ország területén elérhető, 2024. januártól viszont csak a falusi csok-os preferált kistelepüléseken.

## Főbb jellemzői

### A támogatás összege
A családi otthonteremtési kedvezményen belül több támogatási forma is elérhető.
1. Vissza nem térítendő csok-támogatás, amelyet használt és új építésű ingatlanokra is igénybe lehet venni.
2. Fix kamatozású, kamattámogatott jelzáloghitel

A vissza nem térítendő támogatás összege két tényezőtől függ: a gyermekek számától és attól, hogy új építésű vagy használt ingatlanra használja-e fel az igénylő.
Új építésű ingatlan megvásárlására vagy felépítésére az alábbi támogatási összegek érhetők el:
- egy gyermek után 600 ezer forint,
- két gyermek után 2,6 millió forint,
- három vagy több gyermek után 10 millió forint.

Használt ingatlan megvásárlására vagy meglévő ingatlan bővítésére az alábbi támogatási összegek érhető el:
- egy gyermek után 600 ezer forint,
- két gyermek után 1,43 millió forint,
- három gyermek után 2,2 millió forint,
- négy gyermek után 2,75 millió forint.

Abban az esetben, ha meglévő, több szintes ingatlanban szeretne az igénylő egy új, különálló tetőtéri lakást kialakítani, a támogatási összeg az új építésű lakáséval egyezik meg.
A kamattámogatott lakáshitel igénylése csak abban az esetben lehetséges, ha felvettük a támogatást is, legalább két gyermek után. Két gyermek után legfeljebb 10 millió forint, három gyermek után legfeljebb 15 millió forint kamattámogatott lakáshitel igényelhető. A nettó ügyleti kamat 3 százalék, ennyit kell fizetnie az igénylőknek. Az állam ezen felül fizeti a kamattámogatást. A csok-hitel futamideje legfeljebb 25 év.
A vissza nem térítendő támogatás önállóan, a kölcsön nélkül is igénybe vehető.

### Az ingatlanra vonatkozó feltételek
A csok segítségével megvásárolt, bővített vagy felépített ingatlanra vonatkozóan az egyik fontos szabály a hasznos nettó alapterületet érinti.
| Gyerekek száma | Új építésű lakás / lakóház min. alapterület | Használt ingatlan min. alapterület |
| -------------- | ------------------------------------------- | ---------------------------------- |
| 1              | 40 nm / 70 nm                               | 40 nm                              |
| 2              | 50 nm / 80 nm                               | 50 nm                              |
| 3              | 60 nm / 90 nm                               | 60 nm                              |
| 4 vagy több    | 60 nm / 90 nm                               | 70 nm                              |

### A csok személyi feltételei
A csok-igénylés feltételei közé tartozik, hogy az igénylőnek állandó magyarországi lakcímmel kell rendelkeznie, nem lehetett büntetett előéletű és nem lehet 5000 forintnál magasabb összegű köztartozása. Emellett folytonos, legalább 180 napja tartó társadalombiztosítási jogviszonyt is igazolni kell az igényléshez. A támogatás igénylésére van lehetőség akkor is, ha már megszülettek a gyermekek és akkor is, ha még csak tervezzük őket. Utóbbi esetben kötelező házasnak lenni az igénylés pillanatában, és a házaspár legalább egyik tagjának 40 év alattinak kell lennie. A már megszületett gyermekek után felvett támogatás esetén a házasság nem kötelező, elegendő az élettársi kapcsolat is, emellett egyedülálló szülőként is van lehetőség a támogatás igénybe vételére. 